# Sendai
Sendai (仙台市?, Sendai-shi, lett. "Città di Sendai") è una città del Giappone, di circa un milione di abitanti, capoluogo della prefettura di Miyagi, nonché la città più grande nella regione di Tōhoku ed una delle venti città designate per ordinanza governativa del Giappone.
La città fu fondata nel 1600 dal daimyō Date Masamune ed è conosciuta con il soprannome di "città degli alberi" (杜の都?, mori no miyako, l'ideogramma 杜 ha un carattere sacro): infatti sulla via Jōzenji (定禅寺通?, Jōzenji dōri) e sulla via Aoba (青葉通?, Aoba dōri) si trovano 60 piante di zelkova. Nel 2011 la città fu pesantemente colpita dal terremoto del Tohoku e dal successivo tsunami, che causarono pesanti distruzioni nelle zone costiere della città.
In estate si tiene il più grande festival giapponese Tanabata della nazione. Durante l'inverno, nel mese di dicembre, gli alberi vengono decorati con migliaia di luci per un evento chiamato Hikari no pageant (光のページェント?, Hikari no pējento, lett. "Corteo di luci").
L'asteroide 3133 Sendai prende il nome da questa città.

## Geografia fisica

### Territorio

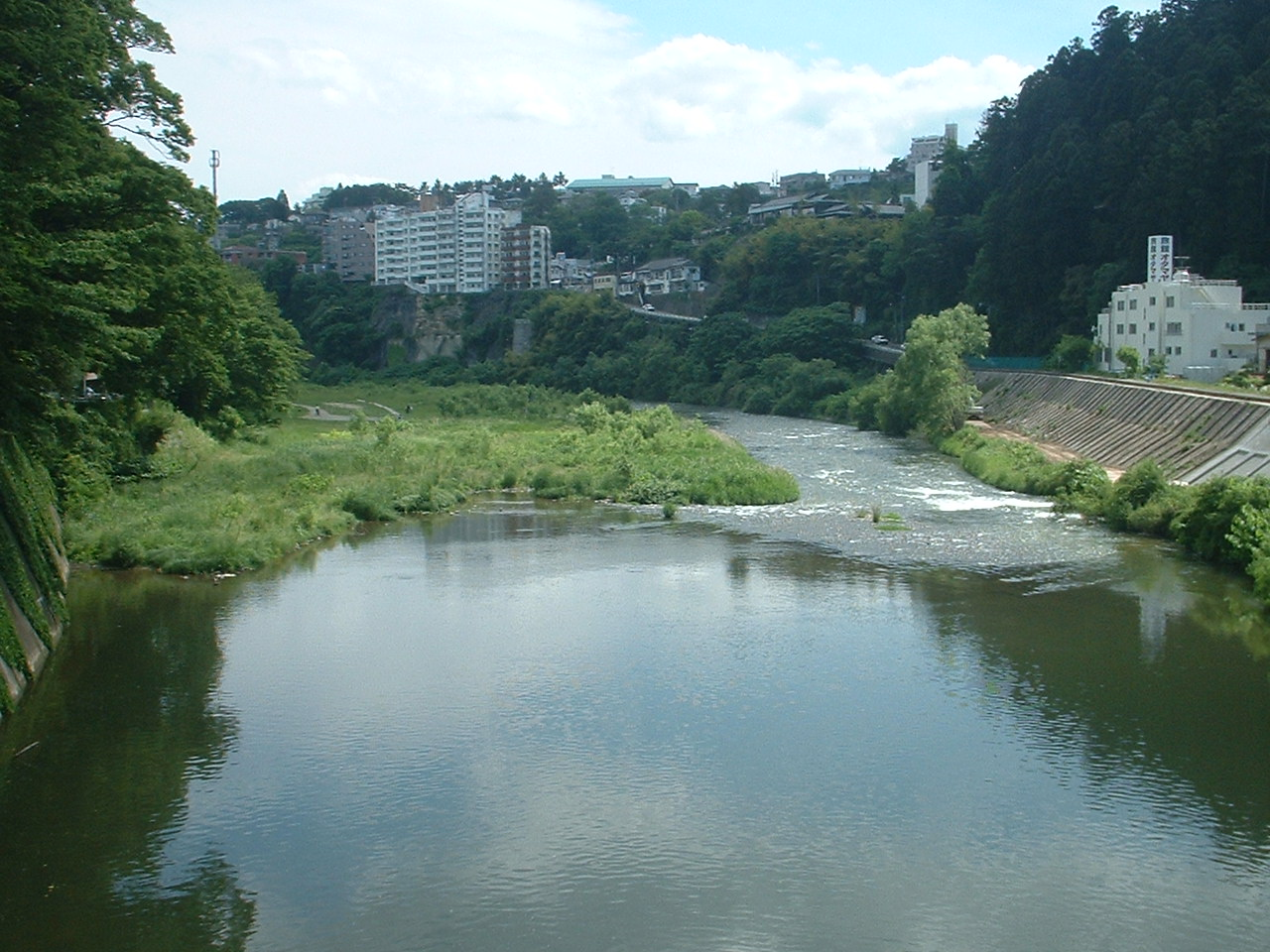
Il fiume Hirose-gawa, visto dal ponte Otamaya-bashi

La città di Sendai si trova alla latitudine di 38°16'05" nord e longitudine di 140°52'11" est. L'area urbana è pari a 788.09 km² e si estende dall'oceano Pacifico fino alle montagne Ōu, che corrispondono ai confini della prefettura di Miyagi. Questa vastità comporta una geografia alquanto variegata. A est si ha una zona in pianura, il centro della città si trova su una collina, mentre ad ovest si trovano le montagne. Il punto più alto è rappresentato dal vulcano Funagata che raggiunge i 1500 metri d'altezza.
Il fiume Hirose-gawa scorre per 45 km lungo Sendai ed è particolarmente noto come simbolo della città, specialmente per la sua presenza nella lirica di Aobajō Koiuta (青葉城恋唄? lett. "la canzone d'amore del castello di Aoba"), una canzone popolare cantata da Muneyuki Sato. Il castello di Aoba fu edificato vicino al fiume per poterlo sfruttare come fossato. Negli anni il fiume ha tracimato diverse volte fino al 1950, dopo di che furono costruite dighe e argini negli anni 60-70 per impedire nuove esondazioni. Oggigiorno il fiume è noto per le sue acque chiare e meravigliose; è stato anche selezionato dall'agenzia dell'ambiente giapponese come una delle 100 "migliori acque".
Il più delle montagne a Sendai sono vulcani dormienti, i più vecchi e noti sono lo Zaō e il Naruko. Inoltre nella città si possono trovare alcune sorgenti calde che indicano un'attività idrotermale. Il "terremoto di Miyagi Oki" avviene attorno a Sendai ogni 25-40 anni. Quello del 16 agosto 2005 ha avuto l'epicentro vicino all'area di Miyagi Oki. Tuttavia il quartier generale per la ricerca dei terremoti ha concluso che questo non era il vero "terremoto di Miyagi Oki", motivando la risposta dicendo che il magnitudo era troppo piccolo.
La città fa parte della prefettura di Miyagi, la quale rientra nella regione di Tōhoku, una delle regioni dell'isola Honshū.

### Clima
La città di Sendai presenta un clima temperato umido (secondo la classificazione dei climi di Köppen), con nessuna estate troppo calda come quelle di Tokyo e neanche troppo freddi inverni come a Sapporo. Gli inverni sono freddi e relativamente secchi, con le temperature medie del mese di gennaio a 1,5 °C. Le estati sono veramente calde e la maggior parte delle precipitazioni dell'anno si attendono durante questa stagione. Ad agosto la temperatura media è pari a 24,1 °C. La città è raramente interessata da tifoni e sperimenta solo 6 giorni con più di 10 cm di pioggia in media. La stagione delle piogge a Sendai solitamente comincia nel tardo giugno o nei primi giorni di luglio, quindi un po' in ritardo rispetto alle altre città giapponesi. La regione è anche interessata da freddi venti chiamati Yamase.
Le temperature estreme registrate nella città sono di -11.7 °C e di 36,8 °C.
I dati nella tabella si riferiscono a  気象庁 / 平年値（年・月ごとの値）, su data.jma.go.jp, Agenzia meteorologica giapponese. URL consultato il 5 gennaio 2011 (archiviato dall'url originale il 25 dicembre 2018).
| Mese                               | Mesi  | Mesi  | Mesi  | Mesi  | Mesi  | Mesi  | Mesi  | Mesi  | Mesi  | Mesi  | Mesi  | Mesi  | Stagioni | Stagioni | Stagioni | Stagioni | Anno    |
| Mese                               | Gen   | Feb   | Mar   | Apr   | Mag   | Giu   | Lug   | Ago   | Set   | Ott   | Nov   | Dic   | Inv      | Pri      | Est      | Aut      | Anno    |
| ---------------------------------- | ----- | ----- | ----- | ----- | ----- | ----- | ----- | ----- | ----- | ----- | ----- | ----- | -------- | -------- | -------- | -------- | ------- |
| T. max. media (°C)                 | 5,2   | 5,5   | 8,8   | 14,8  | 19,5  | 22,0  | 25,7  | 27,9  | 24,1  | 19,1  | 13,4  | 8,3   | 6,3      | 14,4     | 25,2     | 18,9     | 16,2    |
| T. media (°C)                      | 1,5   | 1,7   | 4,5   | 10,1  | 14,9  | 18,3  | 22,1  | 24,1  | 20,4  | 14,8  | 9,1   | 4,3   | 2,5      | 9,8      | 21,5     | 14,8     | 12,2    |
| T. min. media (°C)                 | −2,0  | −1,8  | 0,5   | 5,7   | 10,8  | 15,3  | 19,3  | 21,2  | 17,2  | 10,8  | 4,9   | 0,6   | −1,1     | 5,7      | 18,6     | 11,0     | 8,5     |
| Precipitazioni (mm)                | 33,1  | 48,4  | 73,0  | 98,1  | 107,9 | 137,9 | 159,7 | 174,2 | 218,4 | 99,2  | 66,8  | 26,4  | 107,9    | 279,0    | 471,8    | 384,4    | 1 243,1 |
| Nevicate (cm)                      | 29    | 31    | 15    | 1     | 0     | 0     | 0     | 0     | 0     | 0     | 1     | 14    | 74       | 16       | 0        | 1        | 91      |
| Giorni di neve                     | 19,5  | 17,4  | 11,6  | 1,7   | 0,1   | 0,0   | 0,0   | 0,0   | 0,0   | 0,0   | 2,5   | 11,9  | 48,8     | 13,4     | 0,0      | 2,5      | 64,7    |
| Umidità relativa media (%)         | 65    | 64    | 62    | 64    | 70    | 80    | 83    | 81    | 78    | 71    | 67    | 65    | 64,7     | 65,3     | 81,3     | 72       | 70,8    |
| Eliofania assoluta (ore al giorno) | 151,3 | 151,9 | 182,3 | 190,9 | 198,7 | 127,9 | 127,7 | 155,4 | 119,8 | 151,8 | 140,2 | 144,7 | 149,3    | 190,6    | 137,0    | 137,3    | 153,6   |

## Storia

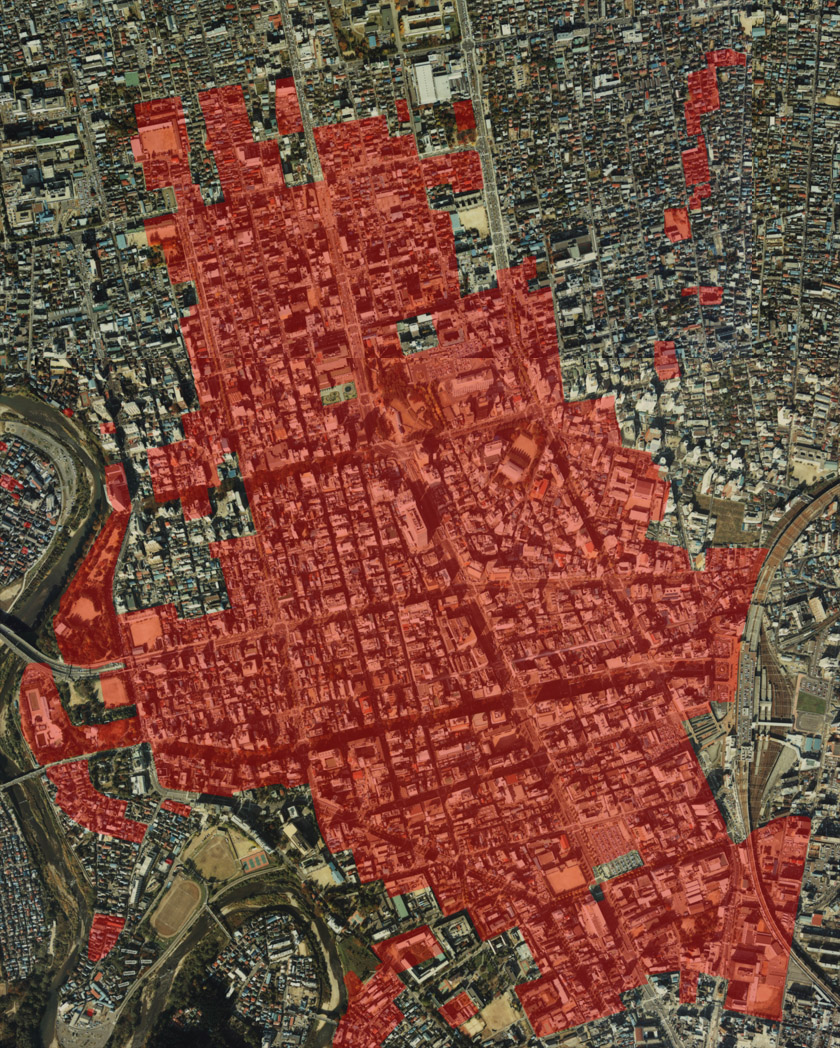
Zone del centro storico di Sendai bombardate durante la seconda guerra mondiale

Nonostante la regione di Sendai sia stata abitata fin da 20.000 anni fa, la storia della città inizia nel 1600 circa, quando il daimyō Date Masamune si trasferì qui. Masamune non fu contento della sua precedente fortezza a Iwadeyama. Iwadeyama si trovava a nord del suo territorio ed era difficile da raggiungere da Edo (l'odierna Tokyo). Sendai invece aveva una collocazione ideale, essendo al centro del nuovo territorio di Masamune, tra Edo ed il mare. Tokugawa Ieyasu diede a Masamune il permesso di costruire un nuovo castello ad Aobayama, dopo la Battaglia di Sekigahara. Aobayama fu la zona dove il castello usata dal precedente governatore dell'area di Sendai.
A quel tempo il nome della città di Sendai era scritto come 千代 (che letteralmente significa "un migliaio di generazioni"), poiché vi si trovava un tempio con mille statue di Buddha. Masamune cambiò i kanji a 仙臺, che in seguito divennero 仙台 (che letteralmente significa "eremita su una piattaforma"). Il kanji fu preso da un poema cinese che lodava un palazzo creato durante l'impero Han Wendi, comparandolo con un palazzo mitologico nelle montagne di Kunlun (Cina). Si dice che Masamune scelse questo kanji per far sì che il castello prosperasse così a lungo come le montagne abitate da eremiti immortali.
Masamune ordinò la costruzione del castello nel dicembre del 1600 e la costruzione del villaggio di Sendai nel 1601. La pianta a scacchiera della città che oggi si può ammirare è basata su quel suo progetto.
Nel corso della Guerra Boshin Sendai e i territori circostanti presero le parti dello shogun contro l'imperatore Meiji, alla fine vincitore del conflitto. Quei territori vennero trattati come una colonia interna, da sfruttare al fine di far crescere il resto del Giappone.
Sendai fu incorporata come una città il 1º aprile 1889 come risultato dell'abolizione del sistema han. Ai tempi di questo risultato l'area della città era pari a 17,45 km² e la sua popolazione raggiungeva le 86000 unità. In seguito la città si espanse anche grazie a sette annessioni che avvennero dal 1928 al 1988. Sendai divenne una città designata per ordinanza governativa il 1º aprile 1989 e nel 1999 la sua popolazione ha superato il milione.

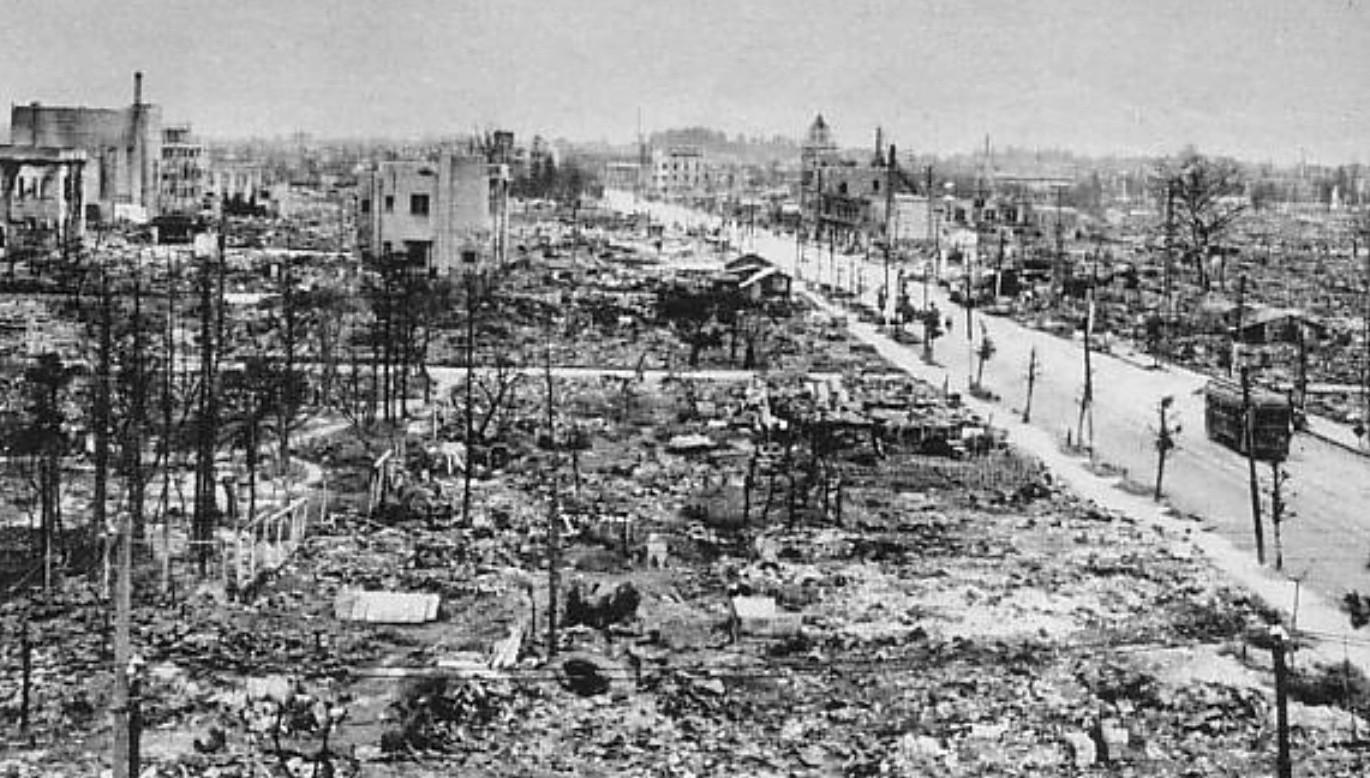
Sendai dopo i raid aerei nel luglio del 1945

Durante la Seconda guerra mondiale la città, che ospitava un'accademia militare, era ritenuta un importante obiettivo dalle forze armate statunitensi. Il 10 luglio del 1945 un raid di 123 B-29 sganciò su Sendai 12.961 bombe incendiarie, distruggendo circa un quinto della città.
Sendai era ed è ancora considerata una delle città più verdi del Giappone, principalmente perché mantiene il suo grande numero di piante ed alberi. Sendai diventò nota come "la città degli alberi" giusto prima della Seconda guerra mondiale, questo perché l'Han della città incoraggiò i residenti a piantare alberi nei loro giardini. Come risultato molte case, tempi e luoghi sacri che si trovano nel centro della città hanno delle "foreste domestiche" (屋敷林?, yashikirin), che vengono tra l'altro utilizzate come risorsa per legna. Durante i bombardamenti della Seconda guerra mondiale molte zone verdi furono distrutte e ancor più nel dopo guerra durante la ricostruzione della città. Nonostante ciò la città mantiene il suo soprannome, anche grazie ad un grande sforzo per riportare del verde a Sendai.

### Terremoto del 2011

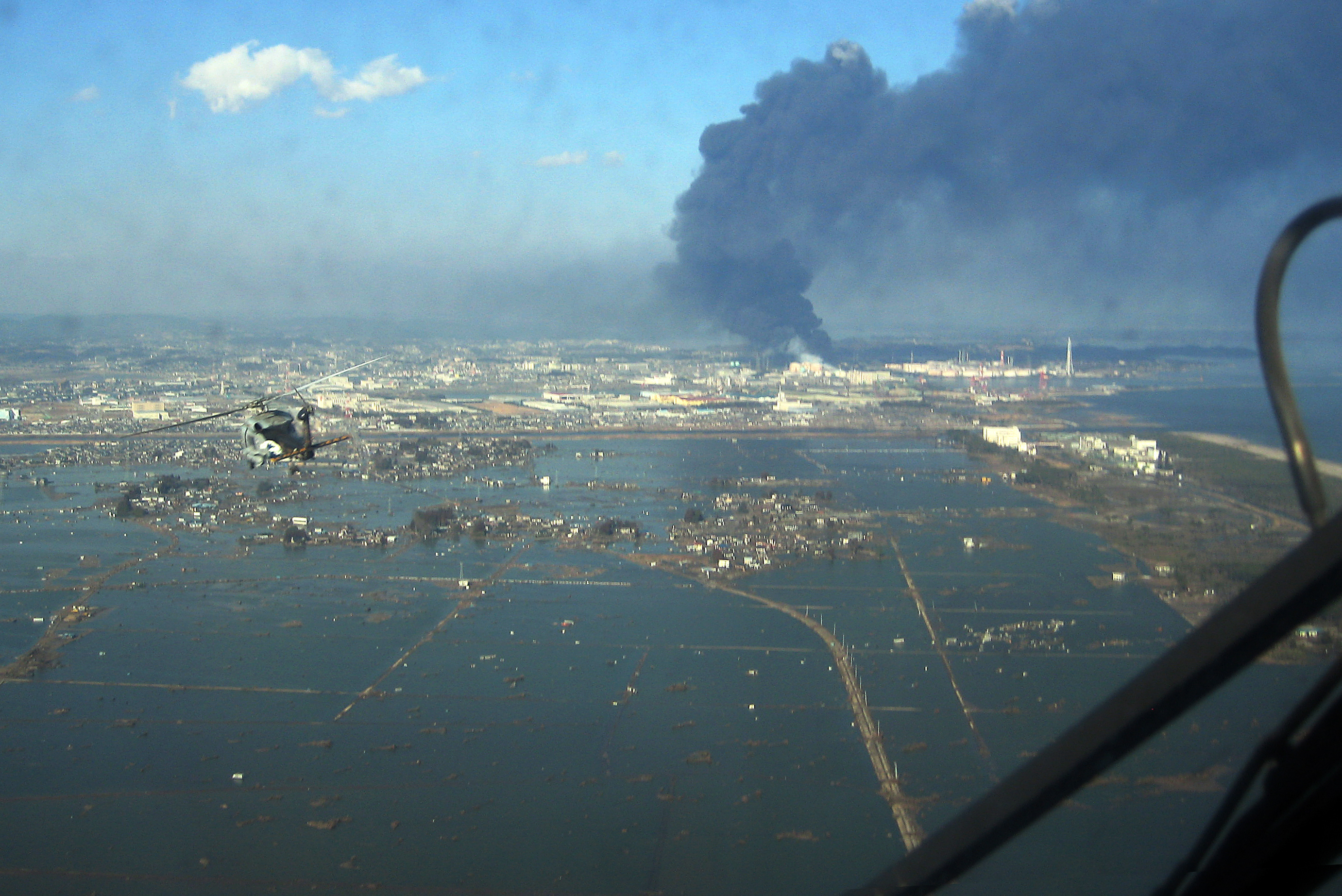
Vista aerea di Sendai dopo il terremoto e lo tsunami del 2011

L'11 marzo 2011 la città di Sendai e tutta la prefettura di Miyagi è stata vittima di un terribile terremoto (東北地方太平洋沖地震?, Tōhoku Chihō Taiheiyō-oki Jishin, lett. "Terremoto in alto mare della regione di Tōhoku e dell'Oceano Pacifico") di magnitudo 9.0 con epicentro in mare a 130 chilometri est da Sendai alla profondità di 32 km e con successivo tsunami le cui onde hanno spazzato via treni, edifici, navi, automobili, aeroporto e persone. È stato stimato un bilancio di 15.703 morti accertati, 5.314 feriti e 4.647 dispersi. È stato il più potente sisma mai misurato in Giappone ed il quarto a livello mondiale.

## Monumenti e luoghi d'interesse

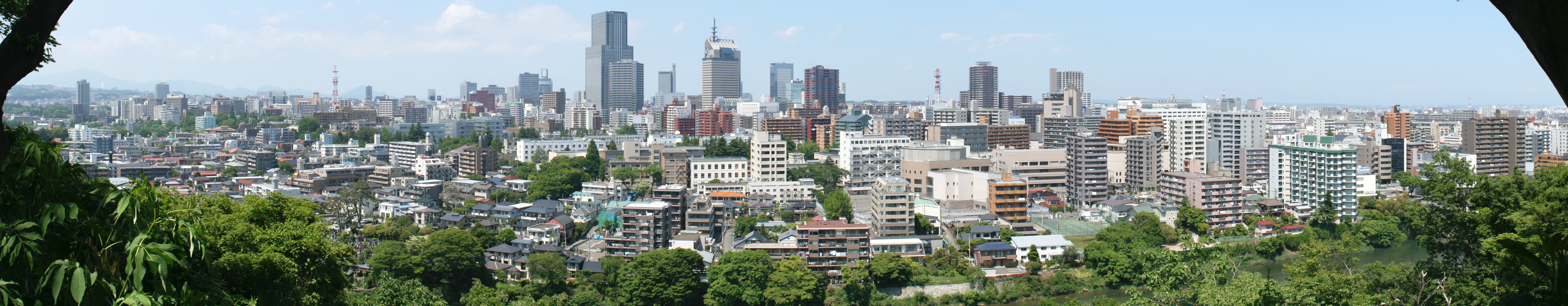
Centro di Sendai dal vicino santuario Atago

Sendai offre diversi siti storici correlati alla famiglia Date. Le rovine del castello di Sendai sono localizzate nei pressi del centro storico di Aobayama, che offre inoltre una panoramica della città.
Il mausoleo Zuihoden raccoglie invece le spoglie di Date Masamune, oltre ad altri oggetti della famiglia Date. È collocato sulla collina denominata Kyogamine, che è tradizionalmente considerato il luogo del riposo per i membri della famiglia Date.
Il Ōsaki Hachiman Shrine fu costruito nel 1607 da Date Masamune, designato come tesoro nazionale.
Nuovi siti storici comprendono la precedente casa di Doi Bansui, un famoso lirico, e un monumento al museo della città di Sendai che commemora lo scrittore cinese Lu Xun. Un'altra statua di Lu Xun si trova al campus dell'università di Tōhoku, dove Xun aveva studiato medicina. Siti ancora più antichi includono la tomba di Tōmizuka, una tomba storica datata al IV-V secolo, e la foresta Tomizawa dove sono stati ritrovati insediamenti dell'età della pietra (paleolitico superiore, circa 20.000 anni fa), oggi protetti da una grande struttura museale costruita nel 1996.

### Siti naturali

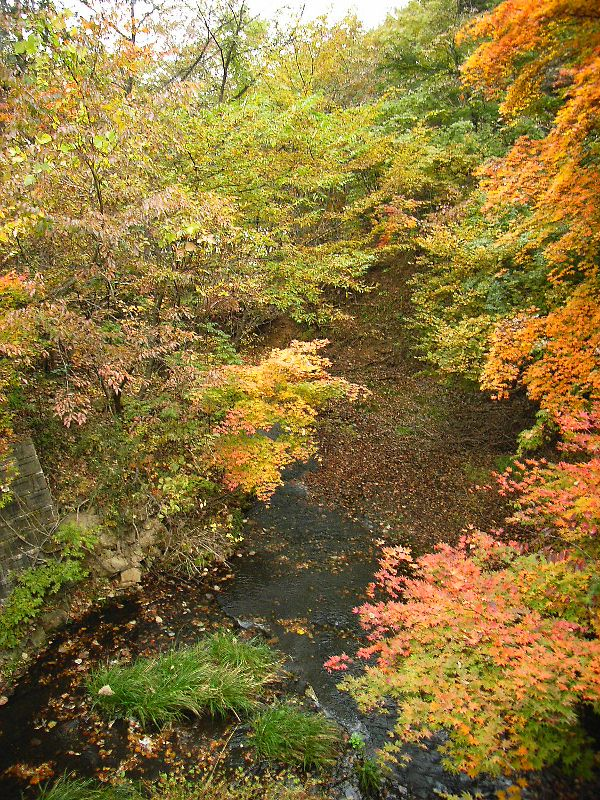
Saikachi Gawa

A ovest di Sendai si trovano molte meraviglie naturali, alcune delle quali attorno a Akiu (秋保?) e a Sakunami (作並?), entrambe sorgenti d'acqua calda. Attorno ad Akiu si trovano le cascate di Akiu Otaki, talvolta contata come una delle tre maggiori cascate giapponesi, e la gola Rairai, nota per i suoi colori autunnali. La gola Futakuchi contiene diverse cascate che sono state segnalate come monumento naturale e la rupe Banji, un esempio di basalto.
L'area Sakunami è anche nota per le sue bellezze naturali, con fioritura di sakura in primavera e magnifici colori d'autunno. Le vicine cascate Hōmei Shijuhachi Taki prendono il nome dal fiume Hirose-gawa. L'origine del nome Hōmei (鳳鳴?, lett. "Fenghuang") si dice venga dal suono delle cascate che ricorda la chiamata dell'uccello leggendario.
La gola Tatsunokuchi offre particolari viste, legno pietrificato può essere trovato nei pressi del vicino ponte Otamaya-bashi, e numerosi abitanti gradiscono i fiori di sakura ai parchi Nishi-Kōen e Tsutsujigaoka. I fiumi Hirose-gawa e Gamo Tideland sono entrambi parte di una vita ancora selvaggia.
La baia di Matsushima, che è considerata uno dei tre punti panoramici del Giappone si trova vicino a Sendai.

### Altri siti

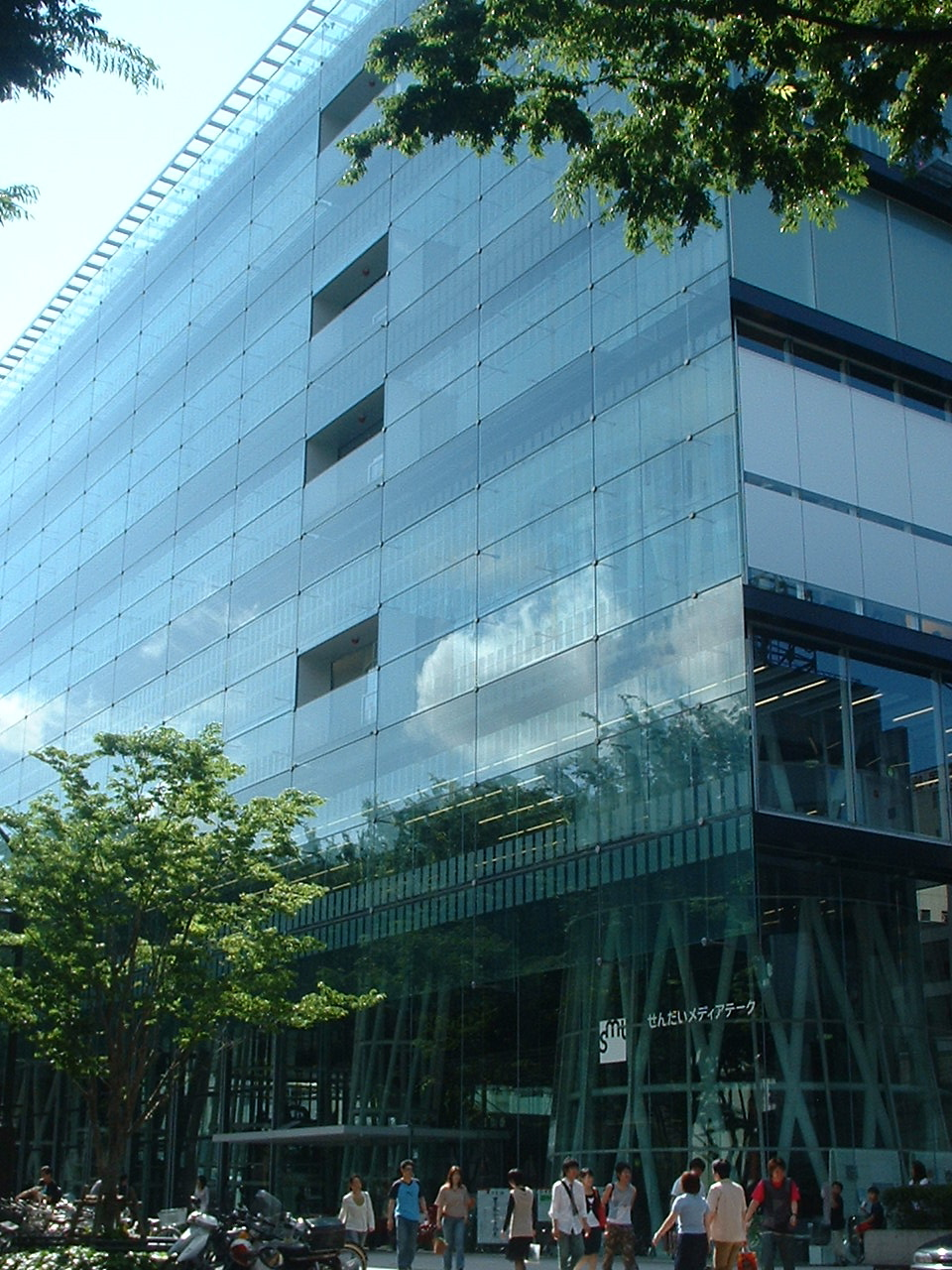
Mediateca di Sendai, un edificio progettato da Toyo Ito.

La mediateca di Sendai è una installazione a più scopi, per contenere una biblioteca, gallerie e studi cinematografici. L'edificio fu progettato da Toyo Ito ed è ben noto per la sua architettura innovativa.
L'edificio AER, l'ufficio della prefettura di Miyagi e l'edificio SS30 sono alcuni tra i più alti palazzi della città, che offrono viste panoramiche. Il Daikannon di Sendai è una statua di Avalokiteśvara alta circa 100 metri. La statua fu costruita durante la bolla speculativa da una compagnia ora non più esistente.

## Società

### Evoluzione demografica
Nel 2005 la città ha una popolazione stimata pari a 1.028.214 e una densità pari a 1.304,69 persone per km². L'area urbana occupa una superficie pari a 788,09 km². La maggior parte della gente vive nelle aree urbane vicine alle stazioni dei treni o delle metropolitane. Il censimento nazionale del 2000 ha rilevato come l'88,5% della popolazione (ovvero 892.252 persone) vivono in un'area di 129,69 km², pari al 16,6% dell'intera area urbana. La densità della popolazione in questa area sale a 6.879,9 persone per km². Inoltre il censimento ha rilevato come circa 10.000 persone che vivono a Sendai non sono giapponesi. Al 1º gennaio del 2025 il numero degli abitanti è salito a 1.064.162 persone, compresi 17.344 non giapponesi.
Sendai ha 444.514 nuclei familiari nel 2005. La media dei nuclei familiari è pari a 2,31 componenti per nucleo, ma con una tendenza al ribasso negli ultimi anni. L'età media dei cittadini è pari a 38,4 anni, che fa Sendai una delle città più giovani in Giappone.

### Cattolicesimo
La Chiesa cattolica è presente a Sendai dal 1631, l'anno in cui Date Masamune, daimyo di Sendai, costruì il galeone San Juan Bautista (originariamente chiamato Date Maru, 伊達丸 in giapponese) per spedire al Papa di Roma un'ambasciata. Benché l'ambasciata arrivasse a destinazione per creare una relazione con la Santa Sede, i piani di Masamune furono resi vani dalla soppressione del cattolicesismo in Giappone.
La diocesi di Sendai (che prima era la diocesi di Hakodate) fu eretta nel 1891, solo due anni dopo la promulgazione della nuova costituzione giapponese che garantisce la libertà religiosa in Giappone, fin dal 1889. Il vescovo di Sendai estende la sua giurisdizione sulle 4 prefetture poste più a nord di Sendai, Miyagi, Fukushima, Iwate e Aomori, con 11152 credenti, 56 parrocchie e 50 sacerdoti. La cattedrale della diocesi, Mototerakoji, si trova in alcuni blocchi vicino alla stazione di Sendai.

## Cultura

### Istruzione

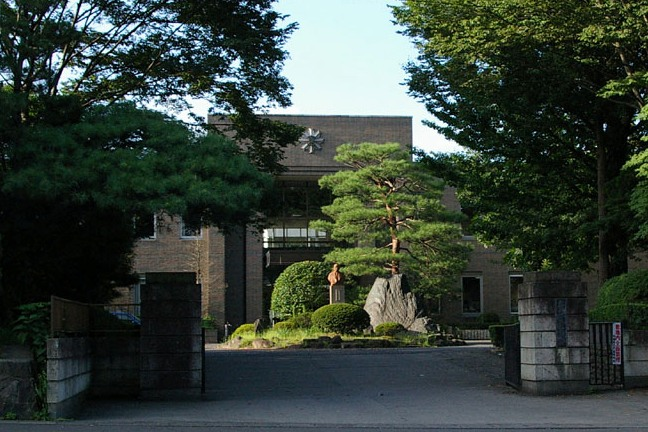
Una delle scuole superiori di Sendai

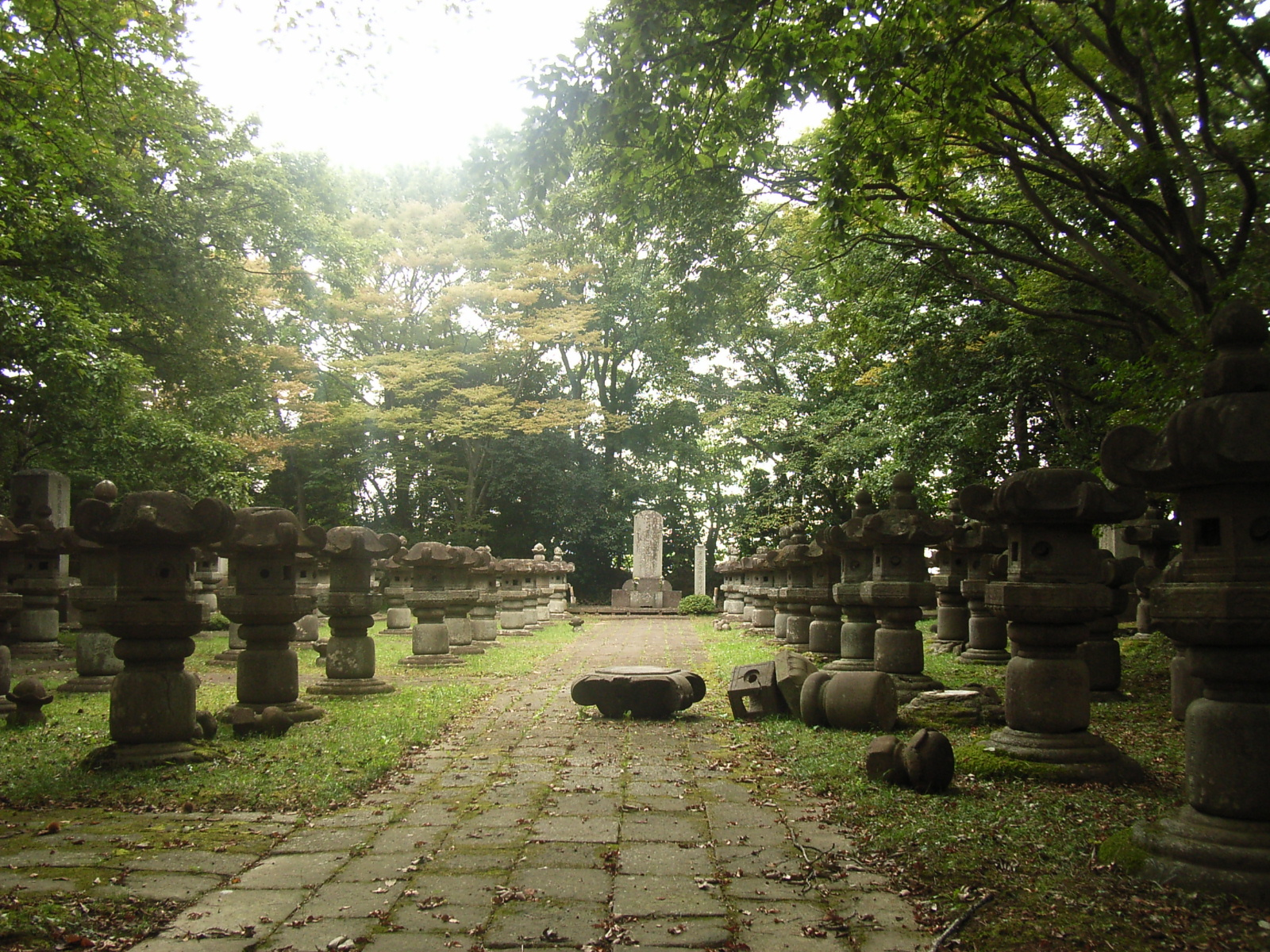
Dainenji

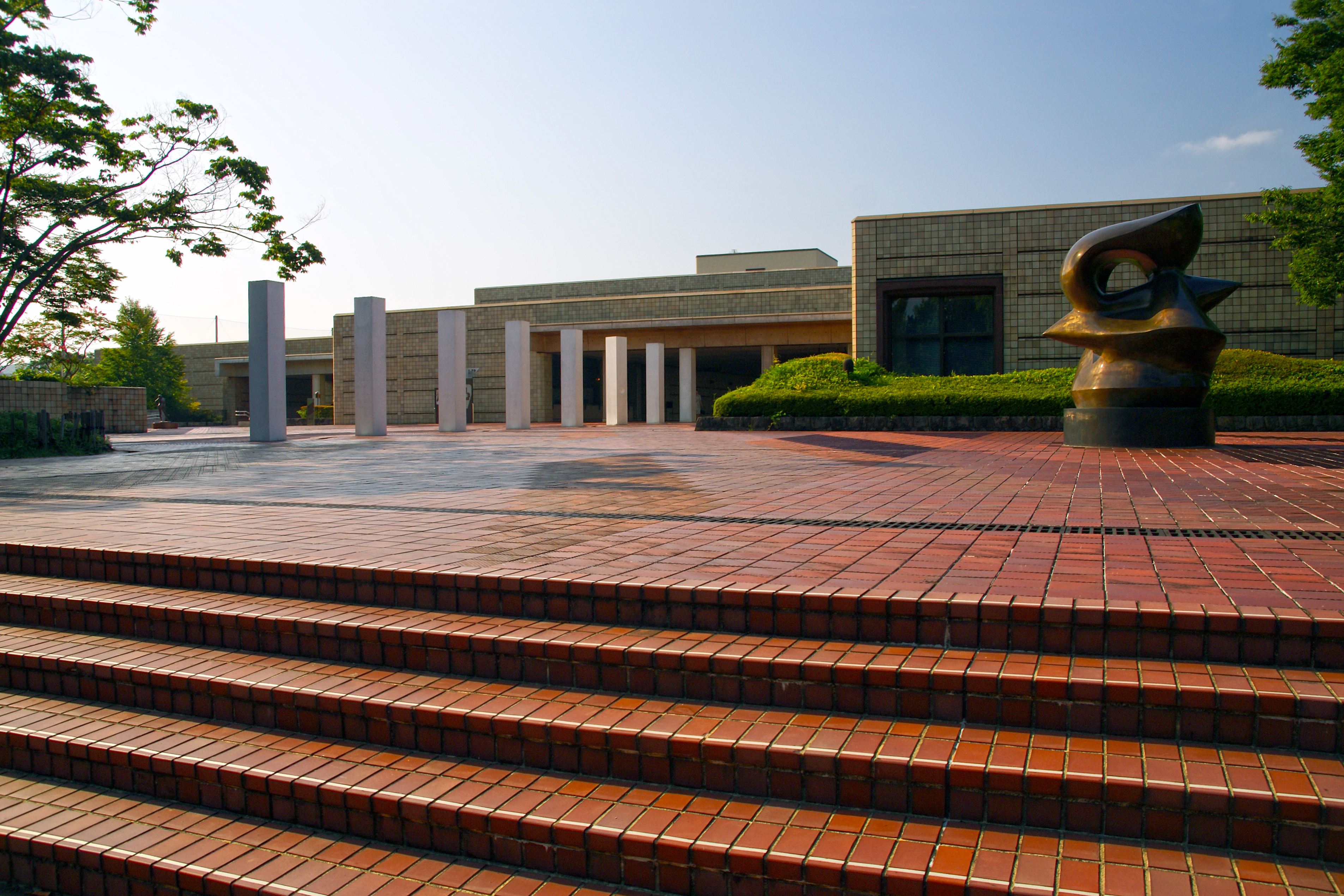
Il museo di arte Miyagi

Sendai viene anche chiamata "città accademica" (学都?, gakuto) dato che vi hanno sede molte università rispetto alla popolazione residente.
Le università nelle vicinanze di Sendai sono:
- Università di Tōhoku (Tōhoku daigaku - 東北大学)
- Università di Tōhoku Gakuin (Tōhoku Gakuin Daigaku - 東北学院大学)
- Università di Miyagi (Miyagi Daigaku - 宮城大学)
- Università femminile di Miyagi Gakuin (Miyagi gakuin joshi daigaku - 宮城学院女子大学)
- Università di educazione di Miyagi (Miyagi kyōiku daigaku - 宮城教育大学)
- Università di Tōhoku Fukushi (Tōhoku Fukushi daigaku - 東北福祉大学)

#### Musei
Il museo della città di Sendai espone diverse opere relative alla famiglia Date e alla storia della città. L'armatura di Date Masamune e oggetti relativi alla visita a Roma del samurai Hasekura Tsunenaga sono a volte esposti.
Il museo di arte Miyagi è il museo più grande di Sendai. Un numero pari a 24 sculture sono state installate in diversi posti pubblici della città.
Il sito museale di Tomizawa nella parte sud della città conserva una foresta fossilizzata dove sono stati ritrovati resti di abitazione umane, risalenti a 20.000 anni fa.
Il memoriale della guerra di ricostruzione è dedicato alla memoria del raid aereo del luglio 1945, dove la maggior parte della città fu distrutta.

### Festival

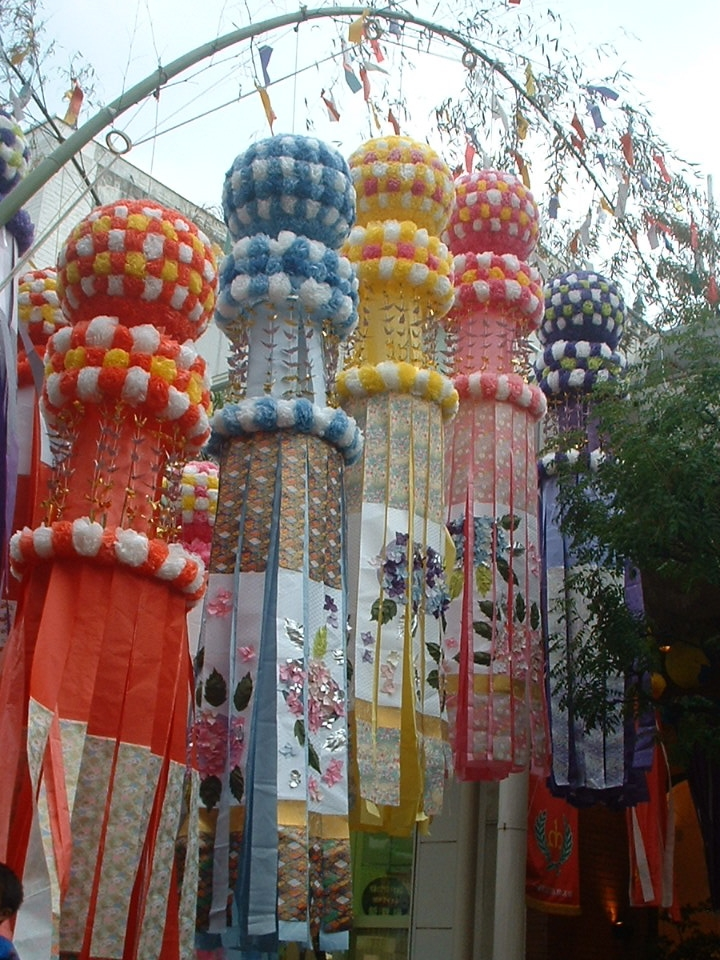
Il festival Sendai tanabata

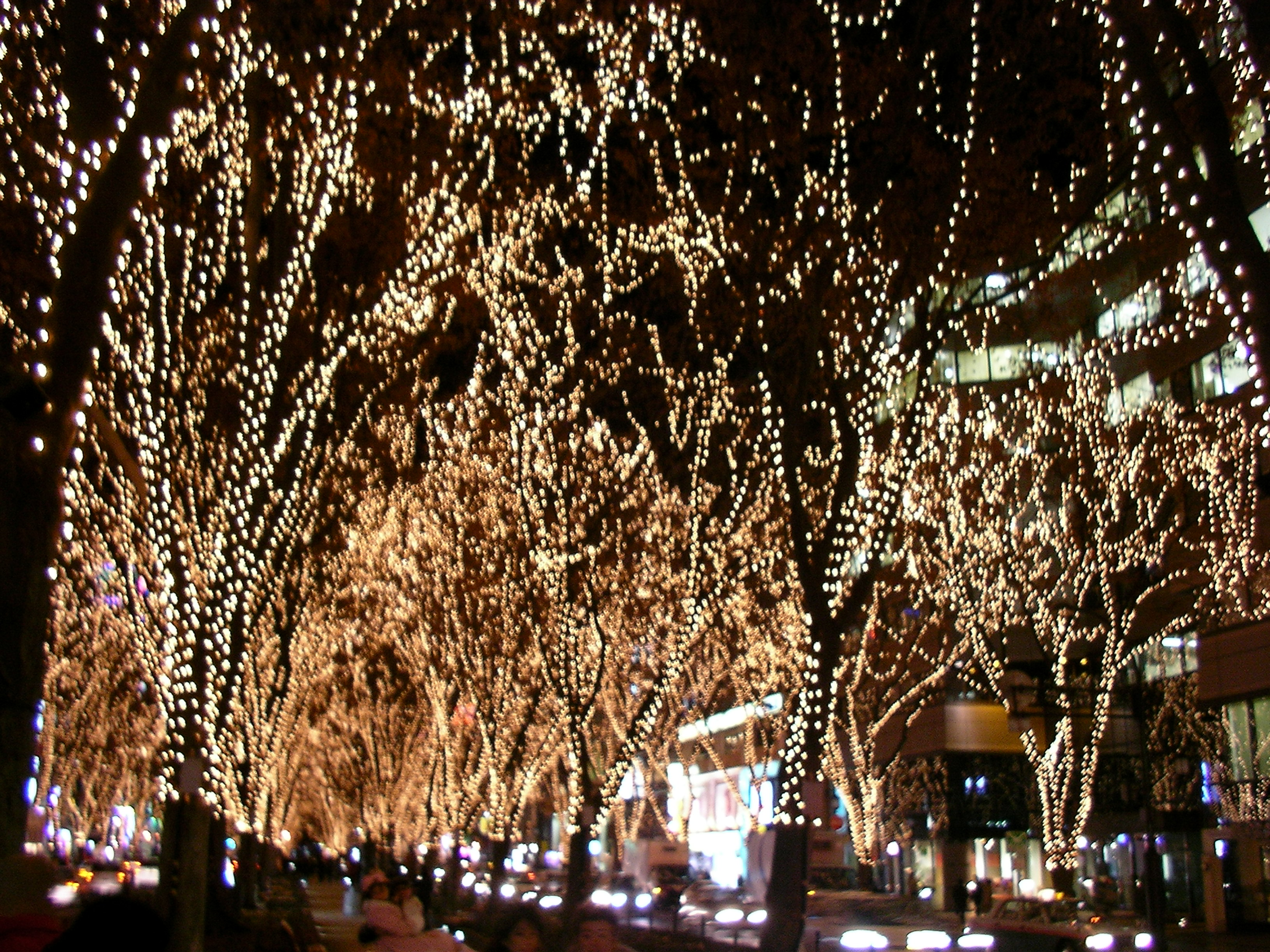
Lo spettacolo di luci a Sendai

Il più famoso matsuri (祭り, festival in giapponese) a Sendai è il Tanabata Festival, che porta più di 2 milioni di visitatori ogni anno ed è il più grande tanabata giapponese. La festa è relativamente tranquilla se comparata ad altre feste giapponesi, dato che le sue maggiori attrazioni consistono nelle complesse decorazioni.
Il matsuri di Aoba segue più tipicamente le tradizioni festose giapponesi, con un mikoshi (神輿, un Jinja portatile), carri allegorici, parate di samurai e danze locali.
La gente del posto brucia le decorazioni del nuovo anno e prega per la salute del nuovo anno durante la festa del Dontosai, una delle feste più antiche nella prefettura di Miyagi.
Anche più moderne feste si svolgono a Sendai, come il festival del jazz in strada di Jōzenji, la festa di Michinoku Yosakoi e lo spettacolo di luci di Sendai. Il festival del jazz in strada è uno dei principali festival musicali in Giappone, con oltre 700 gruppi partecipanti negli ultimi anni. Il festival è nato nel 1991 con festival per la musica jazz, ma ha iniziato ad accettare anche generi musicali diversi. È chiamato festival di strada per indicare appunto dove si svolge, lungo le vie cittadine. La festa di Michinoku Yosakoi è una festa dedicata alla danza e deriva dal festival del ballo Yosakoi che si tiene a Kōchi. Lo spettacolo di luci di Sendai ha invece dato origine all'analogo festival che si tiene a Riverside (California), una delle città gemellate con Sendai. Nel 2005 le strade di Sendai erano illuminate con più di un milione di piccole lampadine.

### Cucina
La città di Sendai ha molti prodotti culinari autoctoni, come il gyūtan (牛タン, una lingua grigliata), hiyashi chūka (pasta fredda cinese) e robatayaki (barbeque giapponese). Tuttavia il robatayaki fu successivamente introdotto nella città di Kushiro che lo rese un famoso piatto culinario. Come risultato molte persone credono che questa città sia la città dove il robatayaki ha origine. Zundamochi (ずんだ餅, palle dolci di mochi) e sasakamaboko (笹かまぼこ, Kamabok con la forma di foglie di bamboo) sono anche considerate specialità di Sendai. Inoltre la città è nota per sashimi, sushi e sakè. Questo perché la città si trovo vicino ai maggiori porti dove arriva il pesce fresco, come Kesennuma, Ishinomaki e Shiogama e perché La prefettura di Miyagi è una delle prefetture che produce più riso.

### Mestieri
Molti mestieri a Sendai hanno origini dal periodo Edo, come il Sendai Hira, tessitura a mano della seta, la lavorazione della ceramica Tsutsumiyaki e la carta giapponese washi Yanagiu. Tuttavia alcuni mestieri come umoregi zaiku (creazioni a partire da legna fossile) furono create da samurai che necessitavano di un secondo mestiere per sopravvivere.
Le bambole Kokeshi (こけし?) erano molto popolari nelle località termali dove venivano regalate. Altri mestieri più recenti sono il laccaggio di Tsuishu e di Tamamushinuri, usati come decorazioni per il rinnovamento Meiji (periodo tra il 1866 e il 1869).
Sendai fu inoltre nota per la sua produzione di Tansu cassapanche di legno decorate con lavorazioni in ferro.

## Geografia antropica

### Strade
Le più famose vie a Sendai sono adornate con i tipici alberi zelkova e sono la via Jozenji-Dori (定禅寺通り?) e la via Aoba-Dori (青葉通り?). Queste vie sono il simbolo della "città degli alberi".
La via Jozenji-Dori ha anche un piccolo giardino in cui si trovano anche alcune sculture, è quindi una zona per rilassarsi. Molti eventi e festival, come il "festival delle luci" e il festival Jazz si svolgono lungo questa via e nel parco Kōtōdai (匂当台公園?).
La via Aoba-Dori rappresenta invece la principale strada commerciale. Altre importanti vie a Sendai sono la via Hirose-Dori e la Higashi-Nibancho-Dori.

## Economia
Sendai è il centro economico della regione di Tōhoku e ne è anche la base logistica e di trasporti. L'economia cittadina si basa sulle vendite al dettaglio e sul settore terziario, che può contare su circa due terzi dei lavoratori e metà delle aziende.
Uno dei produttori più importanti di energia elettrica del Giappone, la Tohoku Electric Power Co. ha sede a Sendai.

## Infrastrutture e trasporti

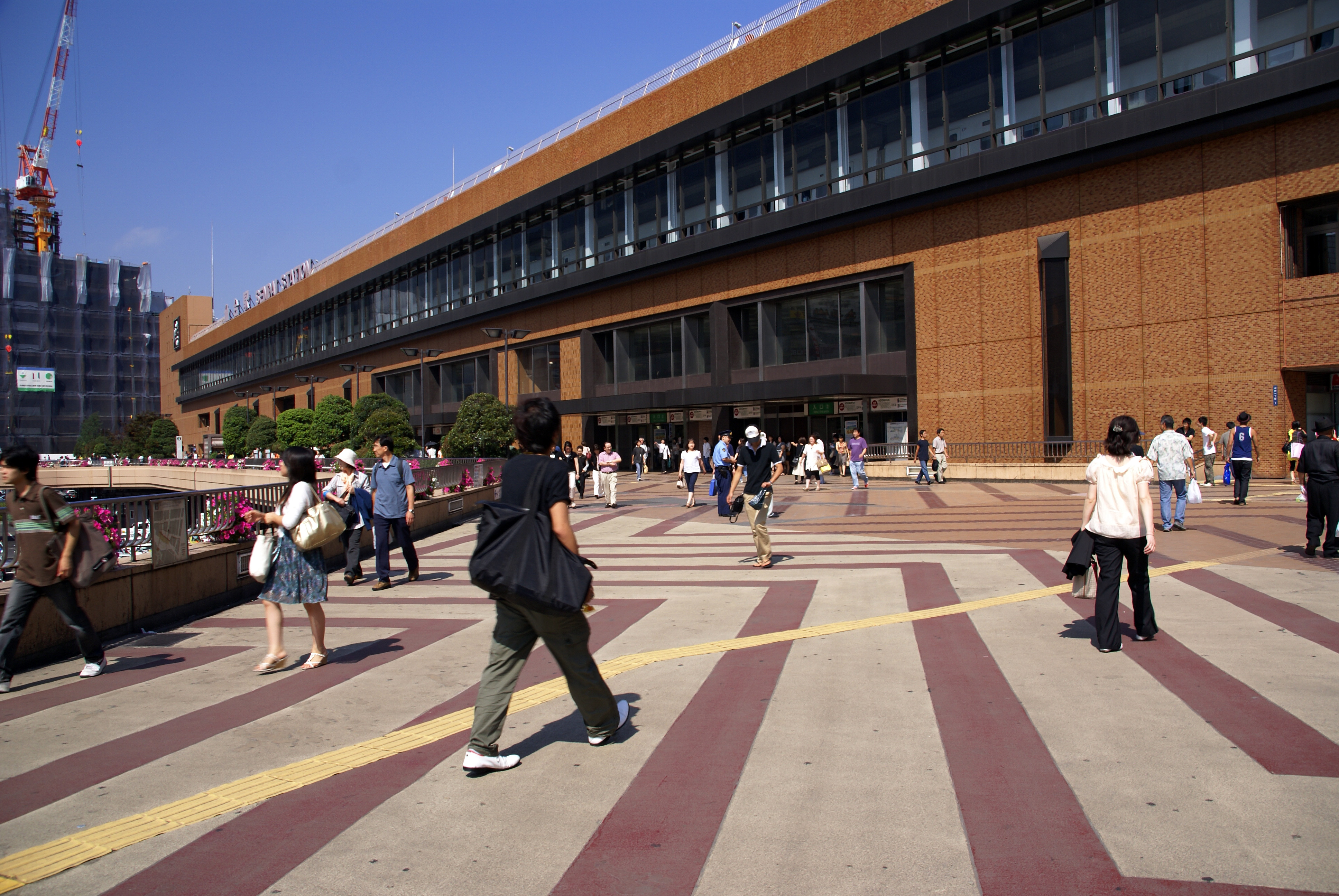
Stazione JR di Sendai

La stazione di Sendai della East Japan Railway Company (East JR) è il principale snodo dei trasporti della città. La stazione è servita da sette linee ferroviarie JR ed è una delle maggiori stazioni sulle linee Tōhoku Shinkansen e Akita Shinkansen. Un sottopassaggio collega la stazione alla metropolitana cittadina (仙台市地下鉄?, Sendai-shi Chikatetsu).
La metropolitana di Sendai si sviluppa su due linee, la linea Nanboku, che attraversa da nord a sud la città, e la linea Tōzai. È anche una delle linee più costose del Giappone, con un prezzo base del biglietto pari a 200 yen. La linea Namboki è anche stata la prima linea metro che utilizza la logica fuzzy per il controllo della velocità dei treni.
La città è anche servita dall'aeroporto di Sendai che si trova presso la vicina città di Natori. L'aeroporto è collegato con voli internazionali verso diversi paesi stranieri. L'aeroporto internazionale di Sendai si trova a sud della città ed ha due piste, una da 3000 e un'altra da 1200 metri di lunghezza. Il terminal è collegato alla città dalla linea Sendai Aeroporto sin dal 18 marzo 2007.
La città è inoltre servita da un porto.
A ovest di Sendai scorre in verticale l'autostrada Tōhoku, che è connessa ad altre strade come la strada Sendai Nambu, la Sendai Tobu, l'autostrada Sanriku (anche chiamata strada Sendai-Matsushima) e la Sendai Hokubu.

## Amministrazione

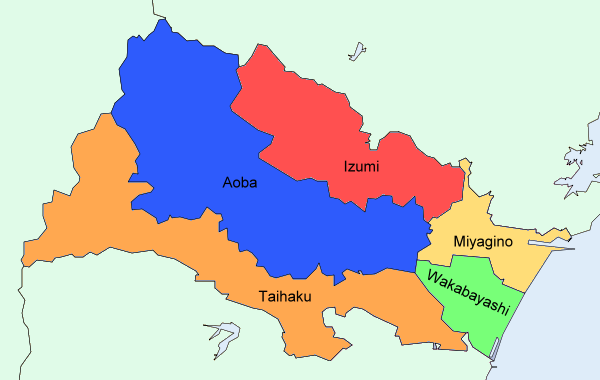
Una mappa della circoscrizione di Sendai

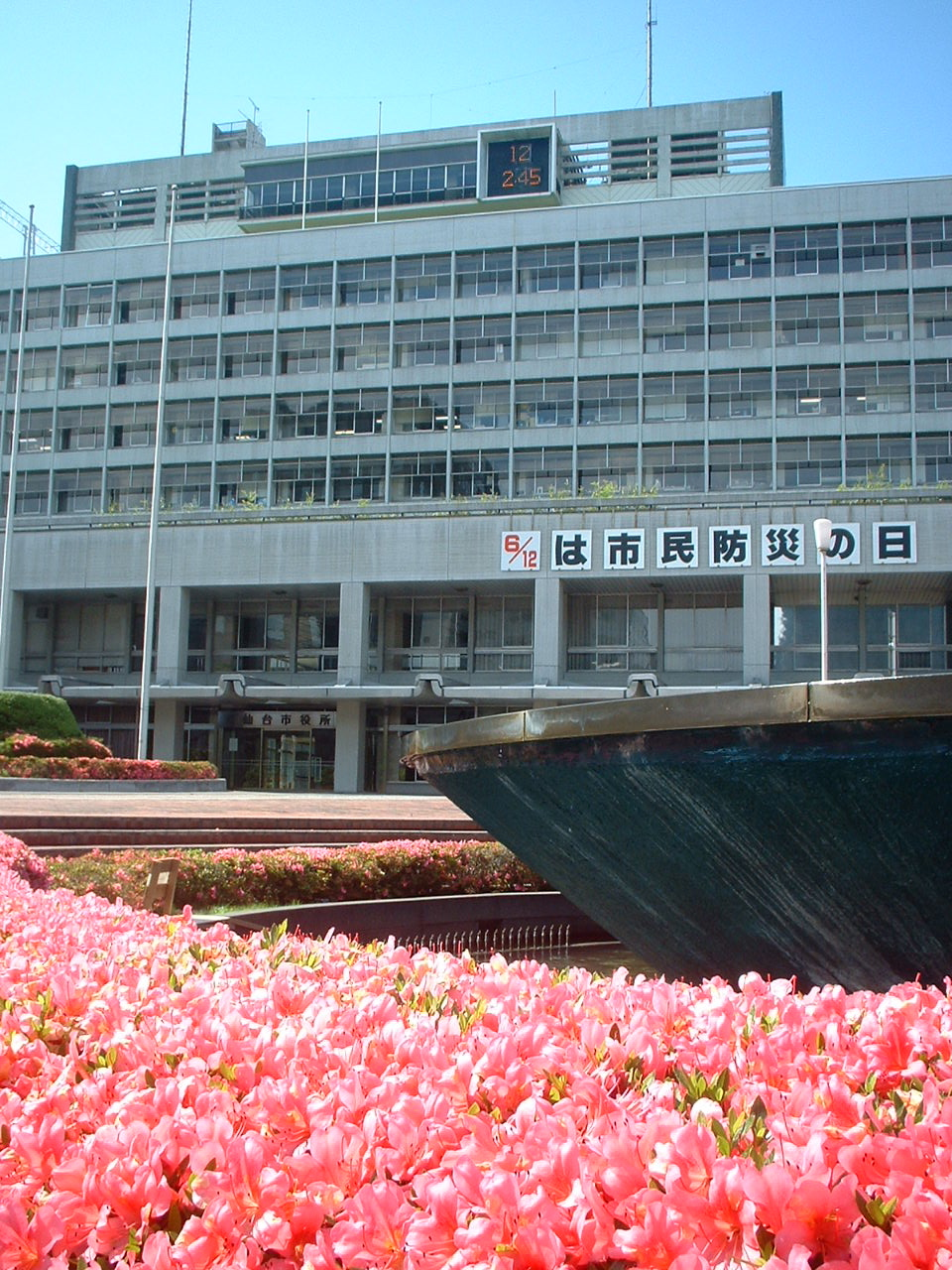
Sendai City Hall

Il sistema amministrativo di Sendai è del tutto simile a quello delle altre città giapponesi. Secondo la "legge di Autonomia Locale", Sendai è diventata, nel 1989, una città designata per ordinanza governativa e quindi gode di una certa autonomia dalla locale prefettura di Miyagi.
Il governo locale di Sendai è essenzialmente un governo a "maggioranza del consiglio" con un sistema fortemente maggioritario. I membri del consiglio della città sono eletti da 5 distretti, che corrispondono alle 5 circoscrizioni. Il numero dei membri delle assemblee di ogni circoscrizione è relativo alla sua popolazione. Nel maggio 2005, la città aveva in totale 60 membri.

### Quartieri
Sendai è suddivisa in 5 quartieri (区?, ku) dal 1989, che sono:
- Aoba-ku (青葉区) - il centro amministrativo
- Izumi-ku (泉区)
- Miyagino-ku (宮城野区)
- Taihaku-ku (太白区)
- Wakabayashi-ku (若林区)

### Gemellaggi
- Acapulco
- Changchun
- Dallas
- Gwangju
- Minsk
- Rennes
- Riverside

## Sport

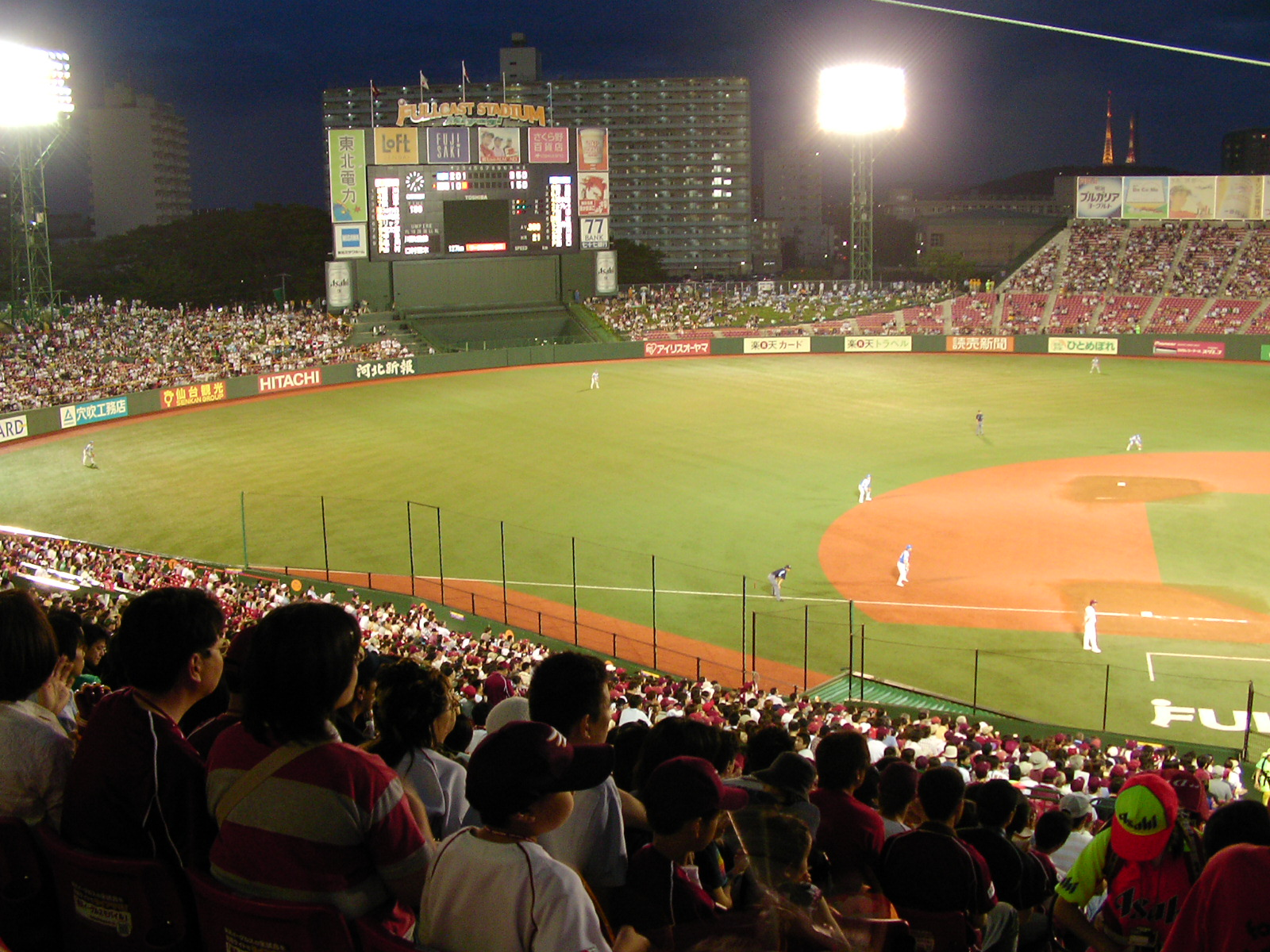
Lo stadio "Miyagi" da baseball di Sendai

Nonostante la squadra di baseball Chiba Lotte Marines si sia allenata in Sendai per un breve periodo negli anni settanta, la città fu largamente ignorata dagli sport professionistici fino al 1994. In questo anno, la squadra di calcio Tohoku Electric Power cambiò il nome in Brummel Sendai, con l'obiettivo della promozione alla J. League. La squadra raggiunse tale obiettivo nel 1999, quando la J. League si espanse, creando una seconda divisione. Il nome della squadra fu nuovamente cambiato in Vegalta Sendai. A tutto il 2012, Il Vegalta Sendai ha disputato 5 stagioni nella massima divisione, compresa quella del 2012.
Nel 2005 il numero di sport a livello professionistico è aumentato a tre. La squadra dei Tohoku Rakuten Golden Eagles viene introdotta nella Pacific League del Nippon Professional Baseball, una delle due leghe del maggior campionato nazionale di baseball.
Tra gli avvenimenti sportivi annuali si cita la Sendai Cup, un torneo internazionale per under 18 e la mezza marcia internazionale di Sendai. Nel 2006 Mizuki Noguchi, che vinse alle olimpiadi di Atene la medaglia d'oro nella maratona, ha partecipato a questa competizione, vincendo.

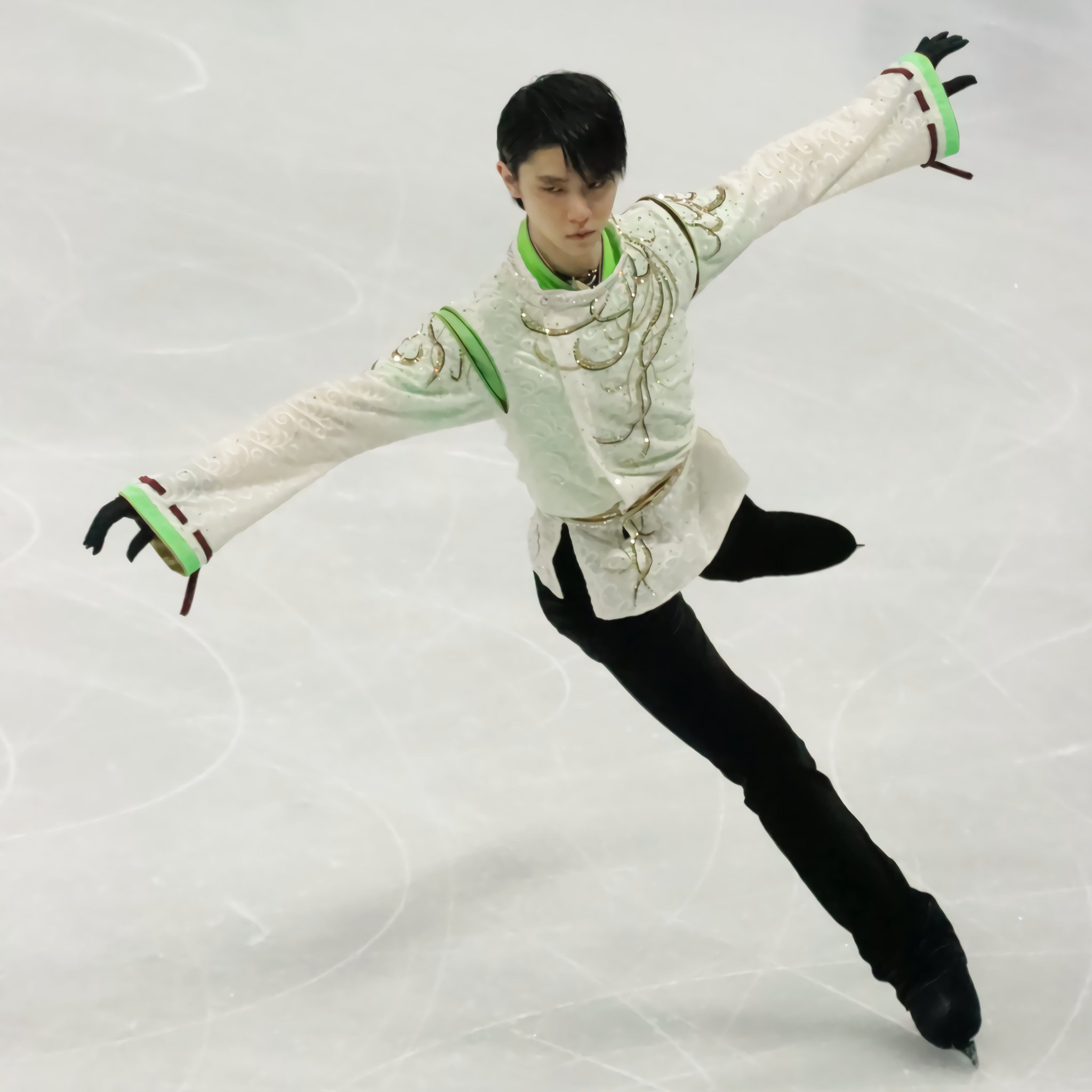
Yuzuru Hanyu nel 2020

A Sendai si possono trovare diversi luoghi attrezzati per lo sport, come lo stadio di Sendai per il calcio, lo stadio per baseball Miyagi e il Sendai City Gymnasium. La città è anche nota per aver dato origine al pattinaggio di figura in Giappone, e per le medaglie d'oro olimpiche della specialità, Shizuka Arakawa (Olimpiadi invernali di Torino 2006), nata a Tokyo ma cresciuta a Sendai, dove ha iniziato a praticare il pattinaggio, e Yuzuru Hanyū (Olimpiadi invernali di Soci 2014 e Olimpiadi invernali di Pyeongchang 2018), nato e cresciuto a Sendai. Altri pattinatori di rilevanza internazionale nati a Sendai sono Rika Hongō, Shun Satō e Mone Chiba. Sono di Sendai anche i giocatori di tennistavolo Ai Fukuhara, vincitrice di un argento e un bronzo olimpico di squadra, e Tomokazu Harimoto, vincitore di un bronzo olimpico di squadra. L'università Tohoku Fukushi e la scuola Ikuei Gakuen sono particolarmente note per il loro forte impegno nell'attività sportiva.
Sempre nel 2006 Sendai ha ospitato alcune partite del campionato mondiale maschile di pallacanestro 2006.